# Ridge Racer (videójáték, 1993)
A Ridge Racer című autóversenyes videójátékot a Namco cég fejlesztette és adta ki. 1993-ban, Namco System 22 játéktermi rendszerre fejlesztették. A Ridge Racer sorozat legkorábbi darabja.
Később átírták PlayStation játékkonzolra, ami Japánban 1994-ben, Észak-Amerikában és Európában 1995-ben jelent meg. Ezt a részt követte a Ridge Racer Revolution.

## Játékmenet
Megjelenése idején nagyon újszerű volt a Ridge Racer. Több lehetőséget hozott be a szimulátorok körébe, mint az addigi hasonló címek. A játékos több opción mehetett végig pillanatok alatt: pálya választás, autó választás, zene beállítása, automata váltó engedélyezése. A pálya választásnál lehet dönteni a játékmódról (autók vagy idő elleni játék) és a nehézségi fokozatról.
A sebességváltó menünél dönthet a játékos automata és manuális mód között. Automata váltónál (AT) a driftek egyszerűbben kivitelezhetőek, kezdő játékosok könnyebben érhettek el sikerélményt. A kézi/manuális váltónál (MT) a mesterséges intelligencia jobban versenyzik és a tapasztalt játékosok jobb köridőket érhetnek el.
Alap esetben 4 autó között lehet választani, de összesen 12 darabot lehet aktiválni, amennyiben a program indulása közben, a Galaxian mini játékban  minden ellenfelet le tudunk lőni.Az autóválasztó képernyőn szemrevételezhetőek a választható járművek. Azokat a PlayStation kontrollerének két gombjával, az L1/R1 párossal lehet forgatni. Ezek után 6 zene közül lehet kiválasztani, ami a verseny alatt fog szólni.
Végül, a verseny kezdése előtt a legjobb időeredményeket lehet megtekinteni az Options menüben. Itt a gombok konfigurációján is lehet módosítani.
A játék során 4 pályamód választható. Ezek a "Beginner" (kezdő), "Mid-Level" (közepes), "High-Level" (nehéz) és "Time Trial" vagy "T.T" (idő elleni). A "Beginner" és a "Mid-Level" pálya rajzolata megegyezik. A különbség, hogy a könnyebb fokozaton 2 kört kell teljesíteni és nincs éjszakai futam. Közepes nehézségen 3 kört kell teljesíteni, ahol lesz egy éjszakai szakasz. A "High-Level" és "T.T" módban egy meghosszabbított, több éles kanyart tartalmazó pálya várja a játékost. Ezek különösen magas tapasztalatot igényelnek. A "Beginner", "Mid-Level" és "High-Level" versenyeken 12, a "Time-Trial" versenyeken 2 autó versenyez egyszerre.
Miután minden versenymódot megnyer a játékos, elérhetőek a Time Trial (hagyományos vagy extra) versenyek. Itt található a játék leggyorsabb autója a "Devil 13th Racing". Ellene különösen nehéz versenyezni, mert nem használható a visszapillantó tükör. A győzelemhez ismerni kell a legjobb íveket a pályán. A Devil ellen folyamatosan zárni kell az íveket, így amikor a játékos járművének megy az ellenfél, az kicsit lelassul. Ezt 3 körön keresztül kell kivitelezni és győzelem esetén a Devil autó lesz a jutalom. Ezért a jutalomért fontos a Time Trial játékmód.

## Pályák
- 1. Beginner
- 2. Mid-Level
- 3. High-Level
- 4. T.T. (Time Trial)
- 5. Beginner Extra (vissza)
- 6. Mid-Level Extra (vissza)
- 7. High-Level Extra (vissza)
- 8. T.T. (Time Trial) Extra (vissza)

## Autók

### Az eredeti autók
- Car #3: F/A Racing
- Car #4: RT Ryukyu
- Car #2: RT Yellow Solvalou
- Car #12: RT Blue Solvalou

### Az extra autók
Ezek eléréséhez a játék elején, a Galaxian minijátékot kell tökéletesre befejezni: minden űrhajót le kell lőni időre, sérülés nélkül.
- Car #15: RT Pink Mappy
- Car #5: RT Blue Mappy
- Car #16: Galaga RT Plid's
- Car #6: Galaga RT Carrot
- Car #18: RT Bosconian
- Car #8: RT Nebulas Ray
- Car #7: RT Xevious Red
- Car #17: RT Xevious Green

### A speciális autó
Elérhető: miután minden bajnokság megnyerése után megverjük Time Trial módban.
- Car #13: 13" Racing (más néven: Devil car)

## Zenék listája
- 0. Random Play (véletlenszerű lejátszás)
- 1. Ridge Racer
- 2. Rare Hero
- 3. Feeling Over
- 4. Rotterdam Nation
- 5. Speedster
- 6. Rhythm Shift